# サル島
サル島（ポルトガル語、Ilha do Sal）は、アフリカ大陸のすぐ西の大西洋上にあるカーボベルデ領の島。バルラヴェント諸島を構成する島の1つである。なお「Sal」（サル）は、塩全般を意味するポルトガル語である。中心都市はエスパルゴス。

## 地理

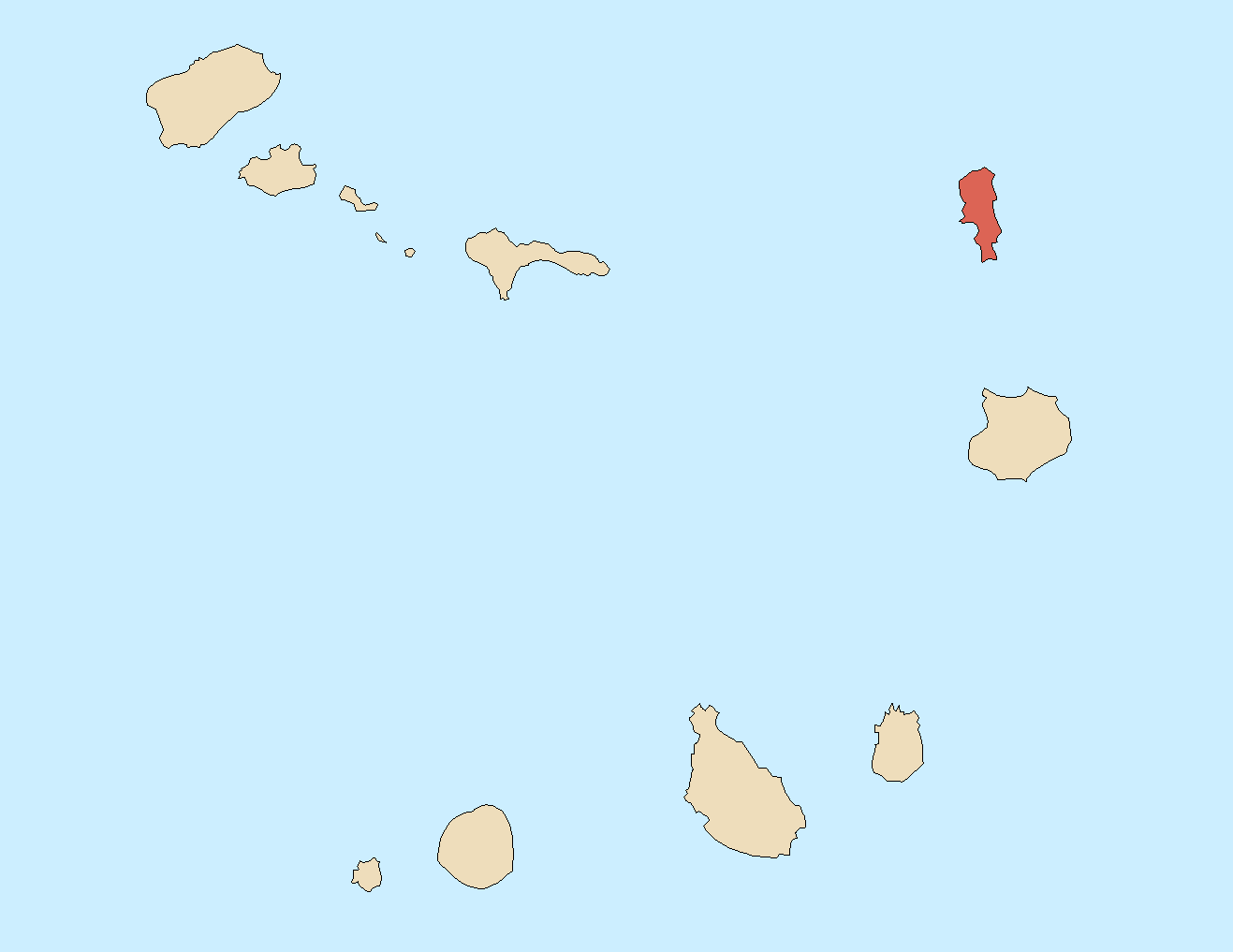
カーボベルデにおけるサル島の位置。

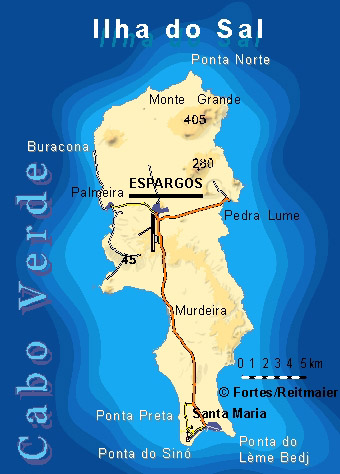
サル島の全島地図。

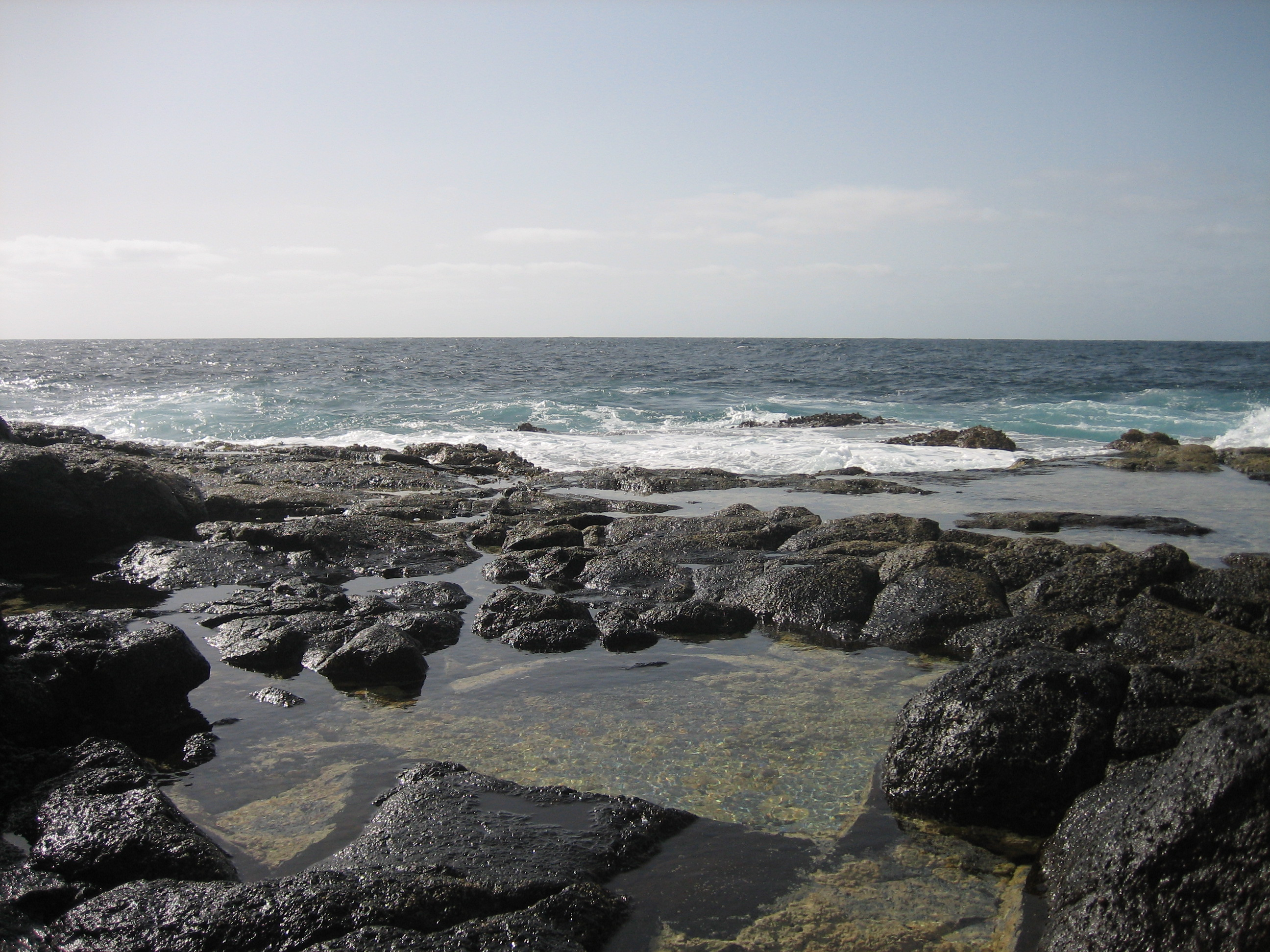
サル島の北部の海岸。火山岩の1種の玄武岩でできている。

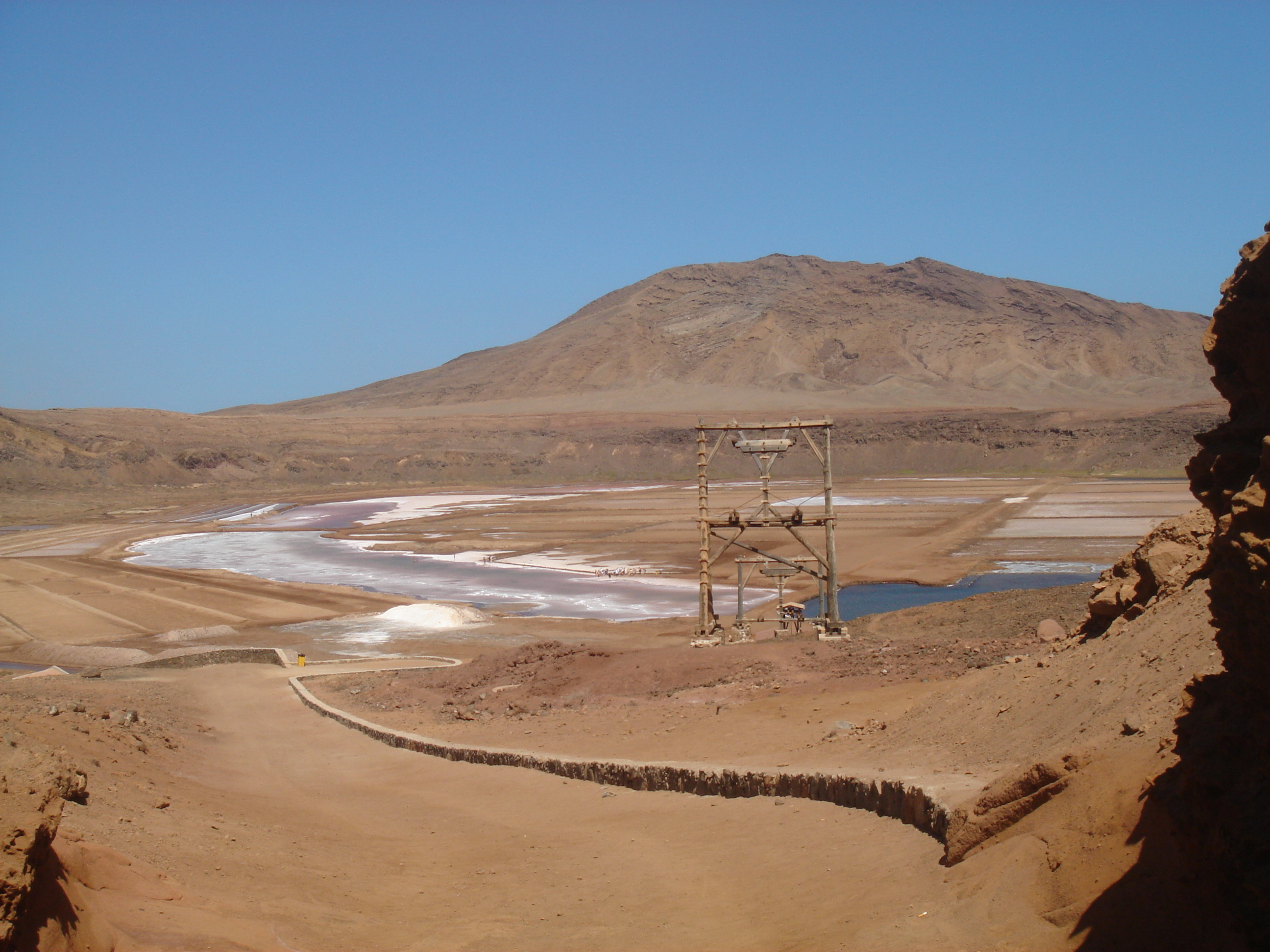
サル島に存在する火口湖。なお塩水湖である。

サル島は南北に長い島で、全長約30キロメートル、幅は最大の部分でも12キロメートル程度である。火山島として誕生した島だが、すでに火山活動は完全に終わっている（つまり死火山ばかりの）島であり、侵食が進んでいる。このため、島の北部に存在する、サル島における最高峰のグランデ山ですら、その山頂の標高は405メートル程度である。なお、島内には標高約92メートルのネグラ山（または、ネグラの丘）など、他にも幾つか山が存在している。また、海岸部には岩だらけの場所もあるものの、砂浜も見られ、海水浴も可能である。
島の中央部には大規模なアミルカル・カブラル国際空港が存在しており、カーボベルデの玄関口となっているほか、ヨーロッパと南米を結ぶ航空機の給油地として重要な地位を占めている。

## 気候
サル島は1年のうち、平均して約350日が晴天である。年間降水量も200ミリメートルを少し超える程度であり、降雨は8月と9月に集中している。逆に、3月から6月くらいまでの間は、1年のうちでも特に乾燥する。
サル島が属するバルラヴェント諸島の「Barlovento」とは「風上」を意味するポルトガル語である。サル島付近では、風は主に北東から吹いてくる。つまり、海で隔てられているとはいえ、サハラ沙漠の方向から乾燥した風が吹いてくるのである。また、バルラヴェント諸島の南に存在するソタヴェント諸島の「Sotavento」とは「風下」を意味するポルトガル語である。そして、サル島から見ると、ソタヴェント諸島の島々は南西の方向に集中している。すなわち、それぞれの地名が意味する通り、風上のバルラヴェント諸島に属するサル島での卓越風は、風下のソタヴェント諸島へと吹いてゆくのである。この風上と風下の関係が、これらの諸島の名称の由来となっている。

## 歴史
1460年12月3日にヨーロッパ人によって島は発見され、食塩が生産されるまではリャナ（Llana）と呼ばれていた。サル島は、地質学的にはカーボベルデで最も古い島で、5億年前の火山の噴火で姿を現した（火山は現在死火山である）。

## 姉妹都市
- カスカイス、ポルトガル
- デゼンツァーノ・デル・ガルダ、イタリア
- グロッタンマーレ、イタリア